# 窦贤康
窦贤康（1966年1月—），生于安徽泗县，中国科学技术大学学士，巴黎第七大学博士，中华人民共和国空间物理学家，曾任中国科学技术大学党委常务副书记、副校长，武汉大学校长，现任科学技术部党组成员，国家自然科学基金委员会主任。2017年当选中国科学院院士。

## 生平
1983年9月至1987年7月在中国科学技术大学地球与空间科学系学习，获学士学位。
1989年10月至1993年6月在法国巴黎第七大学学习，获硕士、博士学位。1993年6月至1995年2月在法国国家科研中心从事博士后研究。
1995年3月至2016年12月历任中国科学技术大学地球与空间科学系副主任兼党总支副书记、中国科学技术大学地球和空间科学学院常务副院长兼党总支书记、执行院长，中国科学技术大学校长助理、副校长、党委常务副书记等职。
2016年12月调任武汉大学校长，窦贤康是武汉大学建校以来第四位皖籍校长（前三位分别是国立武昌中山大学校务委员会主任委员徐谦，1933年至1945年担任国立武汉大学校长的化学家王星拱教授和1988年至1992年担任武汉大学校长的数学家齐民友教授），也是第二位出任武汉大学校长的空间物理学家（第一位是1997年至2003年担任武大校长的侯杰昌教授）。
2017年当选中国科学院地学部院士后，窦贤康也成为1949年以后武汉大学第一位在理学领域当选中国科学院院士的校长。
2022年11月，任科学技术部党组成员，国家自然科学基金委员会党组书记。2022年11月26日，不再担任武汉大学校长职务。2023年4月，正式任命国家自然科学基金委员会主任。

## 学术贡献
窦贤康长期从事中高层大气理论、观测与实验综合研究。带领团队独立自主研制了Mie-Rayleigh-Na荧光双波长激光雷达和车载多普勒测风激光雷达两种先进的实验系统，并建立了相应的观测基地，在中国首次利用激光雷达实现对流层以上中高层大气的风场观测，为中高层大气动力学研究奠定重要基础。
2013年起，任中国科学院近地空间环境重点实验室主任，建立了中高层大气研究团队。2009年获得中国教育部全国百篇优秀博士论文指导教师奖。
窦贤康团队代表性成果5-35公里车载多普勒测风激光雷达获得2014年中国人民解放军军队科技进步一等奖，另一成果量子上转换测风激光雷达获2017年日内瓦国际发明展特别金奖。